# Dénes von Mihály

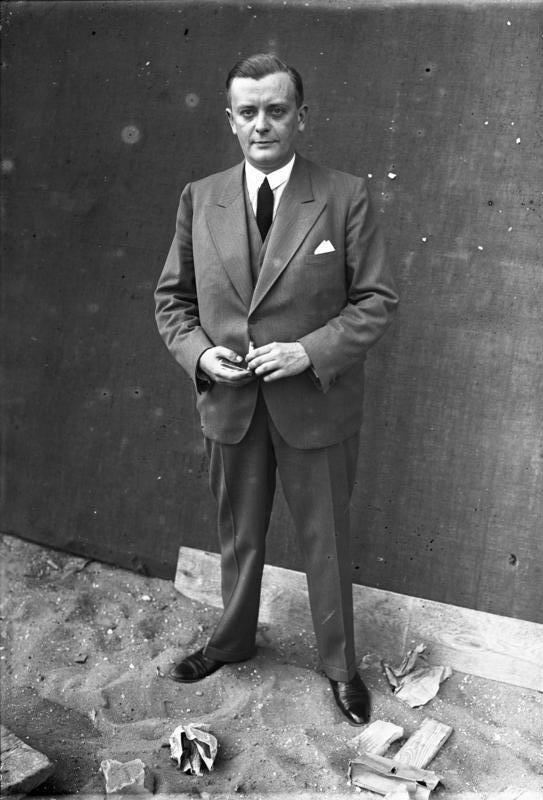
Dénes von Mihály (1930)

Dénes von Mihály (* 7. Juli 1894 in Gödöllő (Österreich-Ungarn); † 29. August 1953 in Berlin; eigentlich Dénes Imre Maria Mihályi) war ein ungarischer Physiker und Techniker. Er war Entwickler eines mechanischen Fernsehsystems.

## Leben und Wirken
Dénes von Mihály beschäftigte sich bereits als Student in Budapest mit dem Gedanken, Bilder elektrisch über weite Strecken zu übertragen. Nach seinen eigenen Angaben soll ihm das erstmals am 7. Juli 1919 mit seinem Telehor genannten Apparat gelungen sein, als er Schattenbilder von sich bewegenden Scheren und Zangen via Kabel fünf Kilometer weit übertragen haben will. Seine Apparatur soll dabei mit einer Nipkow-Scheibe, also mit mechanischer Abtastung, gearbeitet haben.

Nachweisbar sind Mihalys Behauptungen von erfolgreichen Fernsehversuchen im Jahre 1919 allerdings nicht.

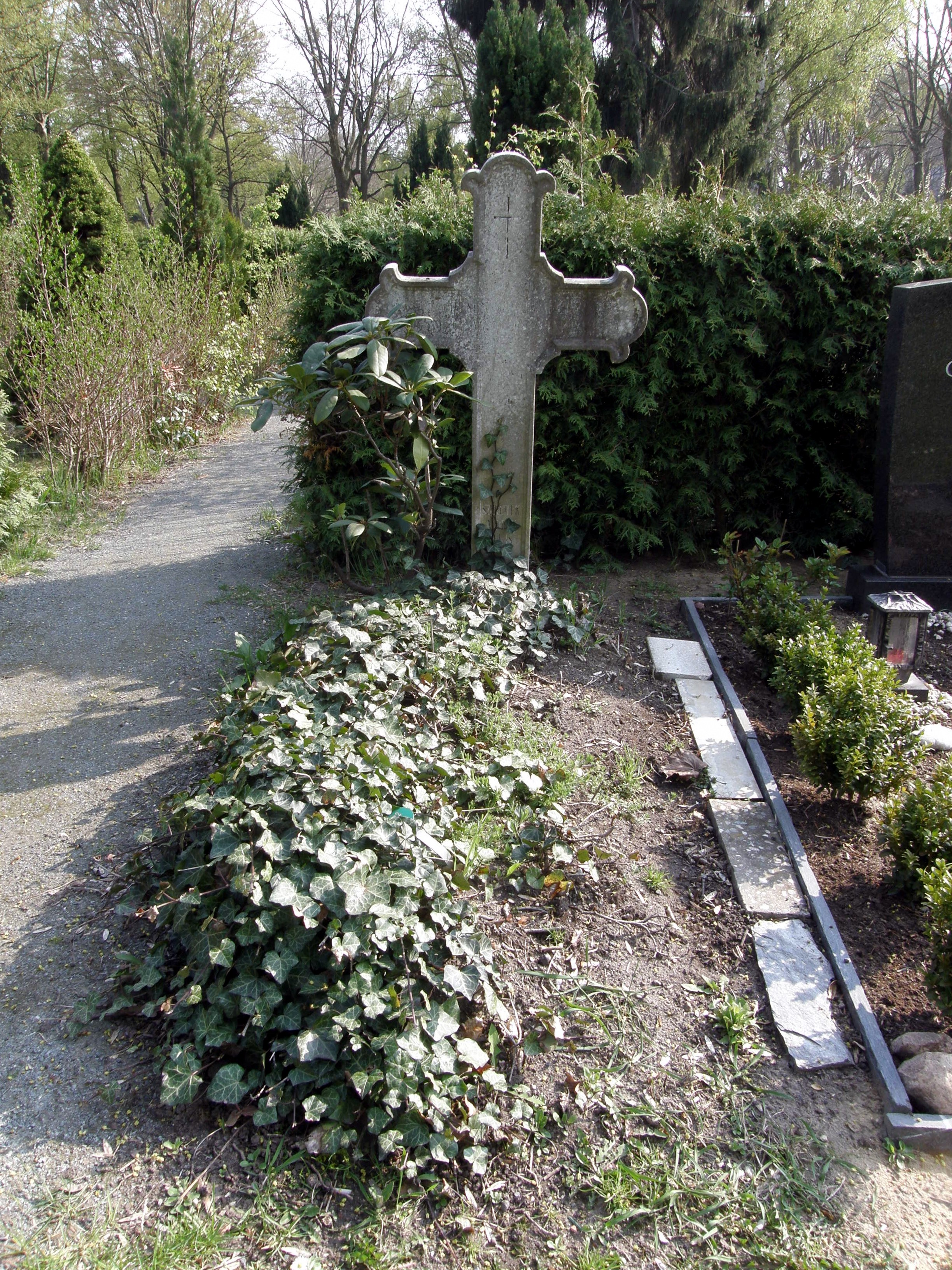
Mihálys Grab auf dem Friedhof Wilmersdorf

Anfang 1923 gründete Mihály in Berlin-Wilmersdorf die Telehor AG, die ein fernsehtechnisches Labor betrieb; er veröffentlichte noch im selben Jahr das erste Buch, welches sich ausschließlich mit der Fernsehtechnik beschäftigte: Das elektrische Fernsehen und das Telehor.  Von Februar 1925 an arbeitete das Unternehmen auch mit der Reichspost zusammen; so gelangten im Februar 1928 die ersten Bildübertragungen aus dem Telehor-Labor zum Telegrafentechnischen Reichsamt. Auf der 5. Funkausstellung konnte man dann der Öffentlichkeit ein Fernsehbild zeigen: Der Telehor arbeitete nach wie vor mit mechanischer Abtastung, er zeigte ein nur 4 × 4 cm großes, mit einer Lupe zu betrachtendes Bild. Es bestand aus 30 Zeilen und insgesamt 900 Punkten. 10 Bildwechsel je Sekunde erlaubten keine fließende Bewegung. Mihály bot das Gerät als Telehor Volksfernseh-Empfänger an; es wurde jedoch aufgrund der geringen Bildqualität kaum verkauft, zumal auch keine Tonübertragung vorgesehen war. In der Nacht vom 8. zum 9. März 1929 wurde aus dem Reichspostzentralamt ein mittels Telehor-Bildabtaster umgewandeltes Bild über Mittelwelle ausgestrahlt, damit es die fernsehtechnischen Labore in der Umgebung empfangen konnten. Auch dabei machten sich die Grenzen eines mechanischen Fernsehens bemerkbar.
Mihaly fand auf dem Friedhof Wilmersdorf seine letzte Ruhestätte.

## Einzelnachweis
1. ↑  StA Wedding von Berlin, Sterbeurkunde Nr. 2473/1953

| Personendaten    | Personendaten                               |
| ---------------- | ------------------------------------------- |
| NAME             | Mihály, Dénes von                           |
| ALTERNATIVNAMEN  | Mihályi, Dénes Imre Maria (wirklicher Name) |
| KURZBESCHREIBUNG | ungarischer Physiker und Techniker          |
| GEBURTSDATUM     | 7. Juli 1894                                |
| GEBURTSORT       | Gödöllő                                     |
| STERBEDATUM      | 29. August 1953                             |
| STERBEORT        | Berlin                                      |